# 1668 en santé et médecine
| Années de la santé et de la médecine : 1665 - 1666 - 1667 - 1668 - 1669 - 1670 - 1671    |
| Décennies de la santé et de la médecine : 1630 - 1640 - 1650 - 1660 - 1670 - 1680 - 1690 |

Cet article présente les faits marquants de l'année 1668 en santé et médecine.

## Publications
- Moyse Charas (1619-1698) publie Histoire naturelle des animaux, des plantes et des minéraux qui entrent dans la composition de la thériaque d'Andromachus[1].
- François Mauriceau (1637-1709) publie Les Maladies des Femmes grosses et accouchées. Avec la bonne et véritable Méthode de les bien aider en leurs accouchemens naturels, & les moyens de remédier à tous ceux qui sont contre nature, & aux indispositions des enfans nouveau-nés…, Paris, Henault, d'Houry, de Ninville, Coignard. Son ouvrage, traduit en six langues (allemand, anglais, flamand, hollandais, italien, latin), est le texte fondateur de l'obstétrique scientifique[2]. Il existe 7 éditions françaises de 1668 à 1740.
  - Traité des maladies des femmes grosses et de celles qui sont nouvellement accouchées, 1682.
  - Traité des maladies des femmes grosses et de celles qui sont accouchées, 7e  éd., t. 1, 1740.
  - (en) The Diseases of Women with Child, and in Child-bed, trad. Hugh Chamberlen, 5e  éd., 1716.

## Naissances
- 8 septembre : Giorgio Baglivi (mort en 1706), médecin italien[3].

## Décès
- Johann Zwelfer (né en 1618), médecin et chimiste allemand[4],[5].